# Prix Forcheurs Jean-Marie Lehn
Der Prix Forcheurs Jean-Marie Lehn  (deutsch Forcheurs-Jean-Marie-Lehn-Preis) ist ein Wissenschaftspreis, der jedes Jahr an ein deutsch-französisches Tandem für eine herausragende Kooperationsleistung in den Bereichen Chemie, Gesundheit und/oder Pharmakologie verliehen wird. Die beiden Teammitglieder müssen an einem gemeinsamen Forschungsprojekt in einem deutschen bzw. französischen Forschungslabor arbeiten und unter 45 Jahre alt sein.
Der Preis steht unter der Schirmherrschaft des Nobelpreisträgers für Chemie 1987, Jean-Marie Lehn, und ist mit 20.000 Euro dotiert, d. h., jeweils 10.000 Euro pro Preisträger. Der Name des Preises („Forcheur“) ist ein Neologismus und ein Kofferwort, das sich aus dem deutschen Wort ‚Forscher‘ und dem französischen Gegenbegriff chercheur zusammensetzt. Das Wort „Forcheur“ wurde aus dem gleichnamigen Werk von Gérard Foussier übernommen.
Der Preis wird seit 2017 vergeben. Die Französische Botschaft in Berlin und die Deutsch-Französische Hochschule organisieren gemeinsam in Partnerschaft mit Sanofi Deutschland und BASF Frankreich die Verleihung.

## Preisträger
- 2017: Julie Guillermet-Guibert (Frankreich) und Maximilian Reichert (Deutschland) in der Kategorie Gesundheit für „neue therapeutische Ansätze zur Behandlung von Pankreaskarzinom“.[3][4]

- 2018: Vincent Artero (Frankreich) und Benjamin Dietzek (Deutschland) in der Kategorie Chemie für ihre Forschung zu „supramolekularen Ansätzen zur photokatalytischen Wasserspaltung“.[5]
- 2019: Monika Leischner (Deutschland) und Magda Magiera (Frankreich) in der Kategorie Gesundheit für ihre Arbeiten zum „Tubulin-Code und seine Funktionen im Nervensystem“.[6]
- 2020: Joseph Moran (Frankreich) und Harun Tüysüz (Deutschland) in der Kategorie Chemie für ihre gemeinsamen Arbeiten zur „Katalyse in der präbiotischen Chemie“.[7]
- 2021: Tobias Erb (Deutschland) und Jean-Christophe Baret (Frankreich) für ihre gemeinsamen Arbeiten zur “Schaffung neuer CO2-fixierender Enzyme und künstlicher Chloroplasten”[8]
- 2022: Pol Besenius (Deutschland) und Thomas Hermans (Frankreich) für ihre gemeinsamen Arbeiten zur „Selbstorganisation von supramolekularen Polymeren“.[9]
- 2023: Max von Delius (Deutschland) und Sébastien Ulrich (Frankreich) für die hervorragende Zusammenarbeit im Bereich der supramolekularen Chemie.[10]
- 2024: Sabine Liebscher (Deutschland) und Caroline Rouaux (Frankreich) für ihr gemeinsames Projekt zur Amyotrophen Lateralsklerose (ALS).[11]
- 2025: Stefanie Kaiser (Deutschland) und Eva Kowalinski (Frankreich) für ihr Projekt zur Suche nach neuen Wirkstoffen gegen Krebs durch die Modifizierung von RNA-Strukturen.[12]